# Okręty desantowe typu Harpers Ferry
Okręty desantowe typu Harpers Ferry – typ czterech amerykańskich okrętów desantowych-doków (LSD, ang. Landing Ship Dock) zbudowanych dla United States Navy w latach 90. XX wieku. Okręty są zmodyfikowaną odmianą okrętów typu Whidbey Island, od których różnią się głównie zwiększoną przestrzenią ładunkową kosztem mniejszej liczby jednostek desantowych mieszczących się w wewnętrznym doku okrętu.
Okręty typu Harpers Ferry mogą transportować do 504 żołnierzy Marines, a na ich wyposażeniu znajdują się dwa poduszkowce LCAC. Dodatkowo na pokładzie okrętów znajduje się lądowisko dla śmigłowca.

## Okręty
- "Harpers Ferry" (LSD-49)
- "Carter Hall" (LSD-50)
- "Oak Hill" (LSD-51)
- "Pearl Harbor" (LSD-52)